# Saruta Hironori
Hironori Saruta (sinh ngày 28 tháng 10 năm 1982) là một cầu thủ bóng đá người Nhật Bản.

## Sự nghiệp câu lạc bộ
Hironori Saruta đã từng chơi cho Ehime FC.